# Рыжегрудый трёхпалый тинаму
Рыжегрудый трёхпалый тинаму, или желтогрудый нотоцеркус (лат. Nothocercus julius) — вид наземных птиц семейства тинаму, обитающий в горных влажных лесах. Их ареал — северо-запад Южной Америки.

## Таксономия
Все тинаму из одноимённого семейства, а также из большой схемы бескилевых. В отличие от других бескилевых тинаму могут летать, хотя, в целом, они делают это плохо. Все бескилевые произошли от доисторических птиц, а тинаму являются ближайшими живыми родственниками.

## Описание
Желтогрудый нотоцеркус имеет коричневую верхнюю часть туловища с чёрными крапинками, а его крылья имеют пятна цвета буйволовой кожи. Ниже светло-каштановой головы птица имеет белую шею. Её грудь и бока — оливково-коричневые, а остальная её нижняя часть туловища ярко рыжие. Этот тинаму приблизительно 38 см (15 дюймов) в длину.

## Поведение
Как и другие тинаму, птица питается наземными или плодами с низменных кустов. Они также питаются беспозвоночными, бутонами, нежными листьями, семенами и корнями. Самец высиживает яйца, которые могут быть от 4 разных самок, а также заботится о птенцах до тех пор, пока они не встанут на ноги, как правило 2—3 недели. Гнездо находится на земле в густой траве или между приподнятыми корневыми опорами.

## Ареал
Этот вид обитает в Андах на дальнем западе Венесуэлы, центральной Колумбии, Эквадора и южной части Перу.

## Среда обитания
Желтогрудый нотоцеркус обитает в горных влажных лесах на высоте до 1 700—3 350 м над уровнем моря .

## Статус
Желтогрудый нотоцеркус согласно МСОП относится к видам, находящимся под наименьшей угрозой, и имеет по предварительным оценкам ареал 110 000 км².